# Ą̀
Ą̀ (minuscule : ą̀), appelé A accent grave ogonek, est une lettre latine utilisée dans l’écriture du gwich'in, han, du sekani, du tagish, et du tutchone du Sud.
Il s’agit de la lettre A diacritée d’un accent grave et d’un ogonek.

## Représentations informatiques
Le A accent grave ogonek peut être représenté avec les caractères Unicode suivants : 
- précomposé et normalisé NFC (latin étendu A, diacritiques) :

| formes    | représentations | chaînes de caractères | points de code | descriptions                                              |
| --------- | --------------- | --------------------- | -------------- | --------------------------------------------------------- |
| capitale  | Ą̀               | Ą◌̀                    | U+0104 U+0300  | lettre majuscule latine a ogonek diacritique accent grave |
| minuscule | ą̀               | ą◌̀                    | U+0105 U+0300  | lettre minuscule latine a ogonek diacritique accent grave |

- décomposé et normalisé NFD (latin de base, diacritiques) :

| formes    | représentations | chaînes de caractères | points de code       | descriptions                                                          |
| --------- | --------------- | --------------------- | -------------------- | --------------------------------------------------------------------- |
| capitale  | Ą̀               | A◌̨◌̀                   | U+0041 U+0328 U+0300 | lettre majuscule latine a diacritique ogonek diacritique accent grave |
| minuscule | ą̀               | a◌̨◌̀                   | U+0061 U+0328 U+0300 | lettre minuscule latine a diacritique ogonek diacritique accent grave |